# Rosamund Massy
Rosamund Nora Massy (* 1870 in London; † 1947) war eine englisch-britische Suffragette. Sie gehörte zu den Organisatorinnen des Emmeline and Christabel Pankhurst Memorials.

## Leben
Rosamund Massy wurde 1als Tochter von Sir Casey Knywett und Lady Knyvett geboren. Ihre Mutter war ebenfalls eine Suffragette. Sie heiratete einen Oberst der Dragoon Guards, und ihr Ehemann unterstützte ihr Engagement. Sie hatten eine Tochter.
Sie trat um 1908 der Frauenwahlrechtsbewegung bei und wurde im folgenden Jahr eine bezahlte Organisatorin der Women’s Social and Political Union (WSPU).
Im Jahr 1909 half Massy Edith Rigby, eine Versammlung mit Winston Churchill in Preston zu stören, und warf einen Stein durch das Fenster des Postamts. Der Stein war in Papier eingewickelt, das die Nachricht enthielt: „Nachricht an Mr. Winston Churchill: Dieser Stein durch Ihr Postamtsfenster soll Sie an Ihre gebrochenen Versprechen gegenüber den Suffragetten von Manchester und Dundee erinnern“. Sie wurde verhaftet und bekannte sich schuldig, einen Schaden von 2 Pfund verursacht zu haben. Das war ihre erste Verhaftung und Massy trat in den Hungerstreik. Nach einer Woche bezahlte ihre Mutter die Geldstrafe und sie wurde freigelassen. Sie wurde weitere drei Mal verhaftet und 1910 in Folge des Schwarzen Freitags für einen Monat inhaftiert.
Im Jahr 1913 erkundigte sie sich zusammen mit ihrer Mutter bei William Patrick Byrne, einem hohen Beamten im Innenministerium nach dem Zustand von Emmeline Pankhurst, die im Holloway Prison inhaftiert war. Byrne hatte den Eindruck, dass Lady Knyvett eine liebe alte Dame und Massy eine entschlossene Frau war. Lady Knyvett hätte der WSPU Geld gespendet, während Massy vor den möglichen Folgen warnte, falls Pankhurst im Gefängnis sterben sollte. Später unterstützte Massy Pankhurst in ihren Wahlkampagnen.

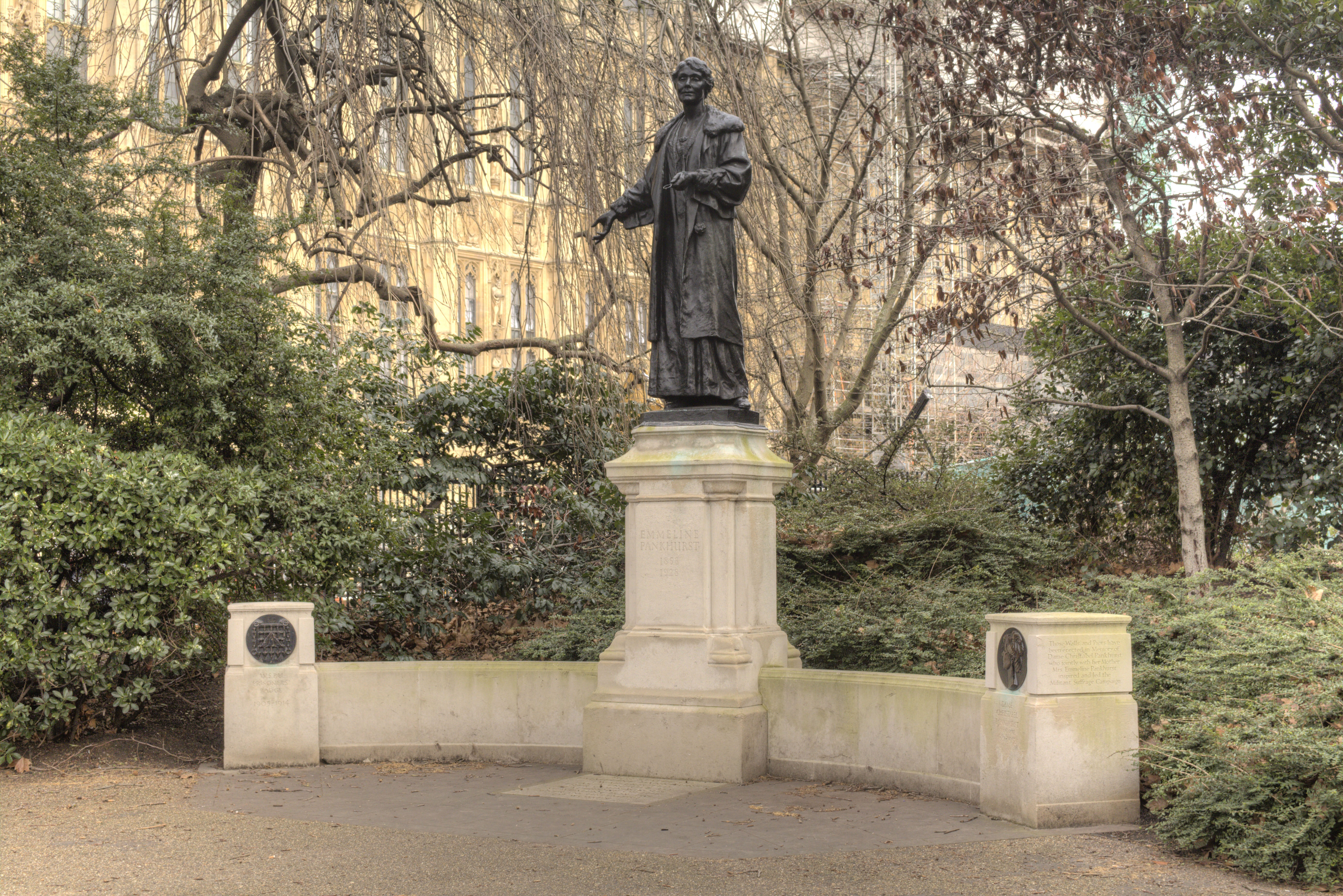
Das Denkmal im Jahr 2015

Als Emmeline Pankhurst am 14. Juni 1928 starb, war Massy neben Georgina und Marie Brackenbury, Marion Wallace Dunlop, Mildred Mansel, Kitty Marshall, Harriet Kerr, Marie Naylor, Ada Wright und Barbara Wylie eine der Sargträgerinnen.
Marshall, Margaret Mackworth und Massy beschlossen, für Pankhursts Denkmäler zu organisieren und Spenden zu sammeln, wobei Massy als Sekretärin des Fonds fungierte. Sie sammelten Geld für ihren Grabstein auf dem Brompton Cemetery und eine Statue von ihr vor dem House of Commons (in das sie häufig hatte nicht eintreten dürfen). Sie sammelten auch Geld, um das Gemälde zu kaufen, das von Georgina Brackenbury gemalt worden war, damit es der National Portrait Gallery übergeben werden konnte.
Massys von der WSPU verliehene Gefängnisabzeichen und die sogenannte „Hungerstreik-Medaille“ wurden in einem Schrein im Sockel von Emmeline Pankhursts Statue in den Victoria Tower Gardens platziert. Die Statue wurde 1930 von Stanley Baldwin enthüllt.
Über Massys weiteres Leben ist nichts bekannt; sie starb 1947.